# Александровский сельсовет (Нижнеингашский район)
Александровский сельсовет — сельское поселение в Нижнеингашском районе Красноярского края.
Административный центр — деревня Александровка.

## История
Статус и границы сельского поселения установлены Законом Красноярского края от 3 декабря 2004 года № 12-2637 «Об установлении границ и наделении соответствующим статусом муниципального образования Нижнеингашский район и находящихся в его границах иных муниципальных образований»

## Население
| 2010 | 2012 | 2013 | 2014 | 2015 | 2016 | 2017 |
| ---- | ---- | ---- | ---- | ---- | ---- | ---- |
| 372  | ↘364 | ↘345 | ↘337 | ↘324 | ↘316 | ↘312 |

## Состав сельского поселения
В состав сельского поселения входят 3 населённых пункта:
| № | Населённый пункт | Тип населённого пункта          | Население |
| - | ---------------- | ------------------------------- | --------- |
| 1 | Александровка    | деревня, административный центр | 269       |
| 2 | Алексеевка       | деревня                         | 100       |
| 3 | Ильинка          | деревня                         | 3         |

## Местное самоуправление
Александровский сельский Совет депутатов
Дата избрания: 14.03.2010. Срок полномочий: 5 лет. Количество депутатов: 7
Глава муниципального образования
- Былин Николай Николаевич. Дата избрания: 14.03.2010. Срок полномочий: 5 лет

## Известные жители
- Корнеев, Афанасий Кузьмич (1922, Алексеевка — 1944) — гвардии младший лейтенант, Герой Советского Союза (1945).